# Drosophila atra
Drosophila atra este o specie de muște din genul Drosophila, familia Drosophilidae, descrisă de Walker în anul 1853. Conform Catalogue of Life specia Drosophila atra nu are subspecii cunoscute.